# 由利高原鉄道YR-3000形気動車
由利高原鉄道YR-3000形気動車（ゆりこうげんてつどうYR-3000がたきどうしゃ）は、2012年（平成24年）3月から 2014年（平成26年）3月にかけて計3両が製造された由利高原鉄道鳥海山ろく線用の気動車である。

## 概要
1985年（昭和60年）の由利高原鉄道開業時に投入したYR-1000形を改造したYR-1500形気動車の車齢が25年を過ぎ、老朽化したことから、国、秋田県の補助金を受け、2011年（平成23年）度から3年間で1両ずつ新造する新型車両で置き換えることとなった。製造にあたっては金額を事前に提示したうえで企画提案競技を行い、松浦鉄道MR-600形をベースとした提案を行った日本車輌製造に発注された。YR-2000形同様車体は18 m級とされ、バリアフリー対応となっている。3両とも白を車体色の基調とするが、1両目は緑、2両目は赤、3両目は青が配され、内装色もそれぞれ異なるものとされた。電気指令式ブレーキを由利高原鉄道で初めて採用、在来車両との併結はできない。

## 車体
松浦鉄道MR-600形をベースに、耐寒構造を強化、身障者対応のトイレ設置、前照灯の増設などの変更が加えられた正面貫通式、車体長18 mの両運転台車である。客用扉は片側2か所、運転室直後に1か所、反対側の小窓一枚を挟んだ車端にもう1か所が設けられ、運転室には乗務員扉も設けられた。扉間には、ロングシート部に上段固定、下段上昇の幅1,200 mmの開閉式窓、クロスシート部には幅2,640 mmの固定式窓が設けられた。固定式窓は2ボックスあたり1枚となっているが、中央部には桟が設けられた。トイレと、戸袋部に窓はない。車体外部塗装は白を基調とし、YR-3001は鳥海山麓に広がる田園、草花、木々をイメージした緑、YR-3002は雪景色に映え、暖かみを感じさせるような色として、秋田県旗を意識した赤、YR-3003は豊かな水、沿線の子吉川をイメージした青が配されている。
車内中央部には4人掛けボックスシート8組が設けられ、ボックス部には着脱式のテーブルが設けられた。それ以外の部分はロングシートとなったが、バリアフリー対応と、立ち席スペースを増やしたため、座席定員は41名に減少した。座席の色は車体色同様車両番号順に緑、赤、青とされ、YR-3001の座席には由利本荘市の特産品である「御殿まり」、YR-3002の座席には「杉細工」、YR-3003の座席には「刺し子」の模様がそれぞれあしらわれた。矢島寄り客用扉後部、正面向かって右側に身障者対応トイレが設置された。由利高原鉄道で初めて左手操作のワンハンドルマスコンが採用されている。

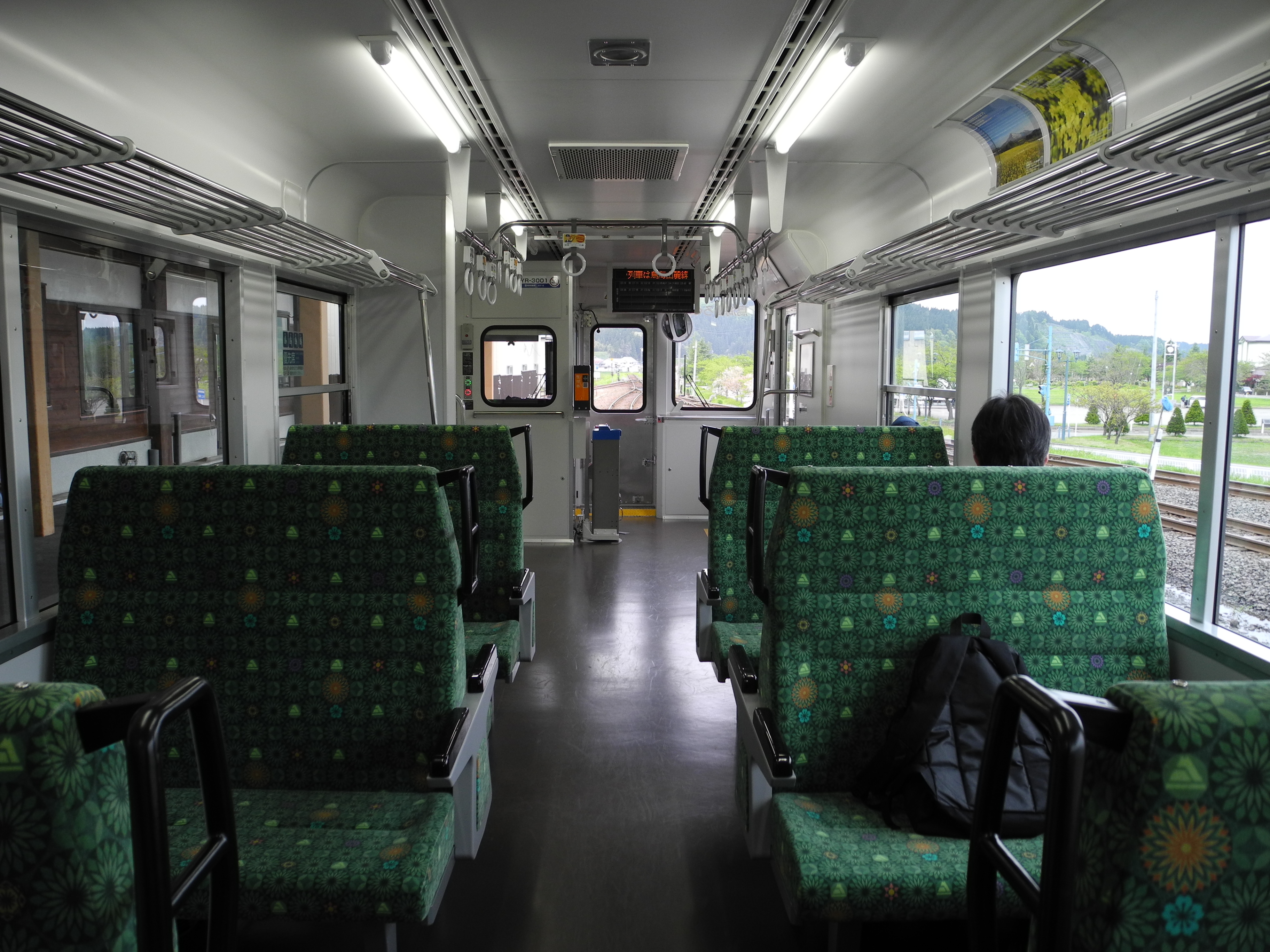
YR-3001の車内

## 走行装置
エンジンは、 コマツ製SA6D125HE-1（261 kW / 2,100 rpm）を1基搭載、動力は日立ニコトランスミッション製TACN-22-1629液体変速機を介して台車に伝達される。前位側台車は2軸駆動の動台車ND744、後位側は従台車ND744Tで、いずれも空気ばね式である。制動装置は電気指令式空気ブレーキとなったため、在来車両と併結運転ができない。

## 空調装置
暖房装置はエンジン排熱を利用した温風式である。冷房装置は機関直結式、能力18 kW（15,500 kcal/h）のもの2基が搭載された。

## 車歴
| 車両番号 | 製造      | 車体色 |
| -------- | --------- | ------ |
| 3001     | 2012年3月 | 緑     |
| 3002     | 2013年3月 | 赤     |
| 3003     | 2014年3月 | 青     |

## 運用
由利高原鉄道開業時に投入したYR-1000形を改造したYR-1500形気動車の車齢が25年を過ぎ、老朽化したことから、国70 %、秋田県30 %の補助金を受け、2011年（平成23年）度から3年間で1両ずつ新造する新型車両で置き換えた。製造にあたっては1両あたり1億4千万円の金額を事前に提示したうえで企画提案競技を行い、日本車輌製造に3両が発注され、2014年（平成26年）3月にかけて入線した。YR-3000形に置き換えられ、YR-1500形4両が廃車となり、形式消滅した。入線後は鳥海山ろく線羽後本荘駅 – 矢島駅で運転されている。他形式と連結して運転できないため、登場当初は単行運転の列車に限定運用されていた。3両がそろった2014年（平成26年）3月11日に3両を矢島駅に並べた展示会が開催された。

### 雑誌記事
- 『鉄道ピクトリアル』通巻868号「鉄道車両年鑑2012年版」（2012年10月・電気車研究会）
  - 「民鉄新造車」 pp. 12-15
  - 由利高原鉄道（株）代表取締役社長 春田 啓郎「由利高原鉄道 YR3000形」 pp. 124-125
  - 岸上 明彦「2011年度民鉄車両動向」 pp. 86-119
  - 「民鉄車両諸元表」 pp. 194-198
  - 「各社別新造・改造・廃車一覧」 pp. 220-231

- 『鉄道ピクトリアル』通巻881号「鉄道車両年鑑2013年版」（2013年10月・電気車研究会）
  - 岸上 明彦「2012年度民鉄車両動向」 pp. 100-133
  - 「各社別新造・改造・廃車一覧」 pp. 217-228

- 『鉄道ピクトリアル』通巻896号「鉄道車両年鑑2014年版」（2014年10月・電気車研究会）
  - 岸上 明彦「2013年度民鉄車両動向」 pp. 114-145
  - 「各社別新造・改造・廃車一覧」 pp. 224-235

### Web資料
- “編集長敬白 由利高原鉄道が新車導入へ。”.   鉄道ホビダス (2011年10月17日). 2017年2月11日閲覧。
- “鉄道ダイヤ情報 新型車両：2012/04/12更新・2012年5月号より”.  交通新聞社 (2012年4月12日). 2017年2月11日閲覧。
- “由利高原鉄道(株)殿向け YR-3000形気動車完成”.  日本車輌製造 (2012年5月). 2017年2月11日閲覧。
- “由利高原鉄道 YR-3000形主要諸元”.   日本車輌製造. 2017年2月11日閲覧。（車輪径960 mmは誤記）
- “YR-3000 車両紹介”.   由利高原鉄道. 2017年2月12日閲覧。

- “由利高原鉄道YR-3000形が甲種輸送される”.   railf.jp (2012年3月12日). 2017年2月11日閲覧。
- “由利高原鉄道YR-3002が甲種輸送される”.   railf.jp (2013年3月9日). 2017年2月11日閲覧。
- “由利高原鉄道YR-3003が甲種輸送される”.   railf.jp (2014年3月7日). 2017年2月11日閲覧。
- “由利高原鉄道YR3000形3両並べて公開”.   railf.jp (2014年3月12日). 2017年2月11日閲覧。